# Flos xisuthrus
Flos xisuthrus är en fjärilsart som beskrevs av Hans Fruhstorfer 1914. Flos xisuthrus ingår i släktet Flos och familjen juvelvingar. Inga underarter finns listade i Catalogue of Life.